# Bill Callahan
Bill Callahan (Silver Spring, Maryland, 3 de junio de 1966), también conocido como Smog, es un músico estadounidense, pionero del género lo-fi, el cual nace a partir del rock alternativo. Comenzó grabando temas en cintas de casetes en su propia casa y más tarde fichó por el sello discográfico Drag City.

## Inicios
Callahan tuvo un comienzo muy experimental, utilizando instrumentos y equipos de grabación ya obsoletos. Este tipo de acercamiento a la música no fue tanto una opción estética, sino una consecuencia de su falta de conocimiento acerca de cómo operaban los estudios de grabación, y por el temor a ceder el control de la obra a un ingeniero de sonido.
Tras haber superado este miedo a los estudios y a los productores Callahan grabó dos álbumes con el influyente productor Jim O'Rourke (Red Apple Falls, de 1997, y Knock Knock, de 1999), en el que participaron músicos relacionados con el sello Drag City, así como también Neil Hagerty, músico de intereses similares a los de Callahan. Posteriormente, y a partir del disco Dongs of Sevotion del 2000, Callahan vuelve a un estilo de grabación y arreglos musicales más sencillos, tal y como se aprecia en sus álbumes Rain on Lens, Supper y A River Ain't Too Much to Love. En este último álbum colabora la cantautora estadounidense Joanna Newsom, pareja de Callahan entre 2004 y 2007.

## Estructura musical
Sus canciones se basan en una estructura simple y repetitiva, cuya característica más llamativa es la voz de barítono de Callahan. Sus letras se centran a menudo en temas relacionados con la búsqueda espiritual y la complejidad de las emociones, con un sutil uso de la ironía y el humor negro en el sentido clásico. Siempre es posible encontrar humor en todo el trabajo de Callahan.
Se trata de un cuentista aficionado que usa palabras simples para historias de profunda significación. Los temas en las letras de Callahan incluyen relaciones, viajes, caballos, adolescentes, cuerpos acuáticos, y más recientemente, política. La crítica especializada suele caracterizar la música de Callahan como intensamente depresiva e introspectiva, e incluso un crítico la ha descrito como "una visión de un mundo insular de alienación"; sin embargo hay quienes dicen que se suele confundir su afición por el humor negro con un estado depresivo, confusión que se puede originar por su tendencia a las letras irónicas y socarronas.
Callahan es considerado como una figura importante del rock americano de la década de los 90. Actualmente reside en Austin, Texas, donde ha grabado el álbum Woke on a Whaleheart, primer disco en su carrera firmado con su nombre real, en vez de su pseudónimo Smog, con el que firmó también entre paréntesis, como (Smog), en los discos Rain on Lens (2001) y Supper (2003). También usa su nombre real para la gira que inició en 2006 y para la que inició en 2009.

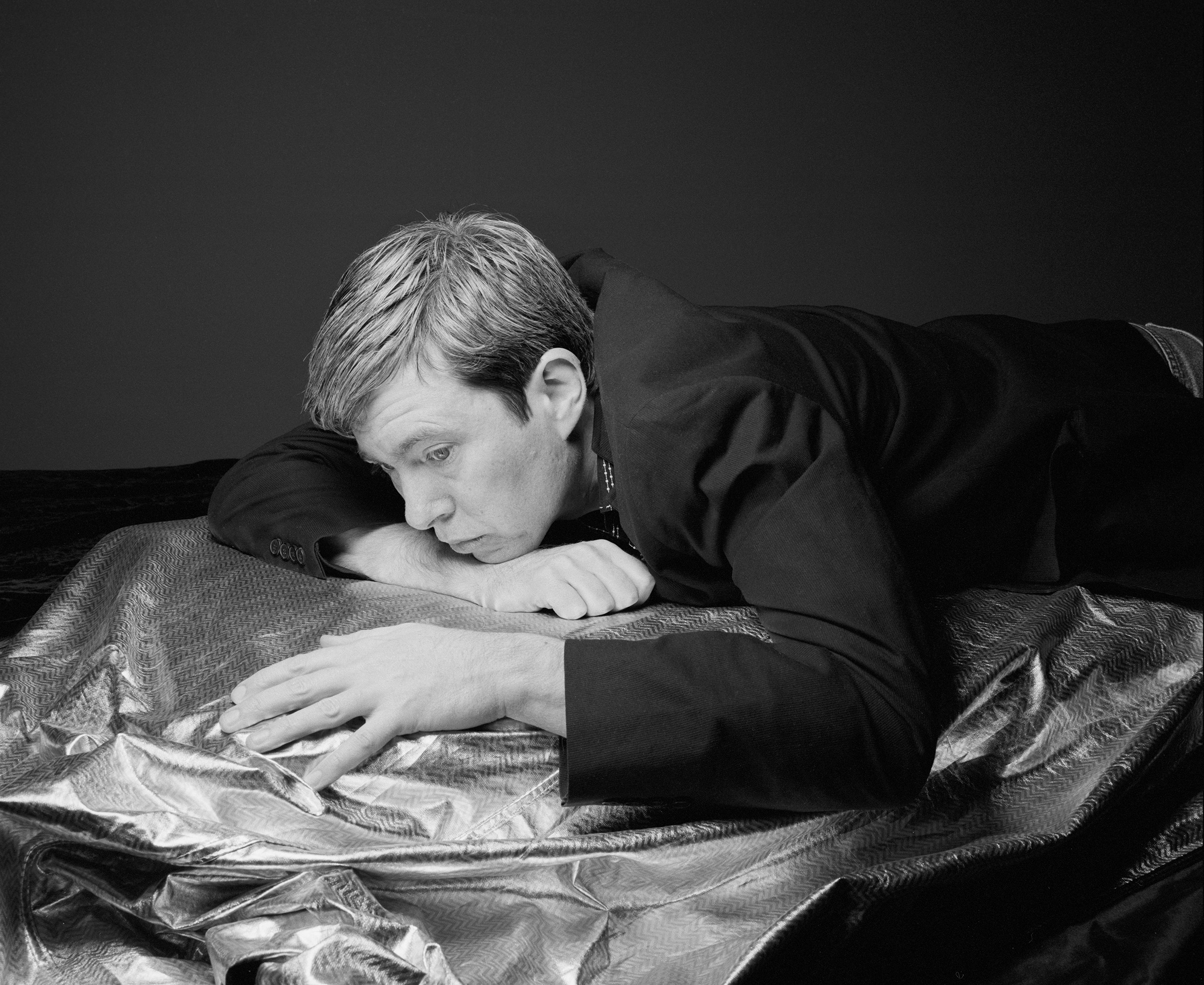
Bill Callahan fotografiado por Oliver Mark, Berlín 2011

Después de la publicación del álbum Dream River (2013) permaneció seis años sin realizar ningún lanzamiento de nuevas canciones hasta que en 2019 vio la luz el disco Shepherd in a Sheepskin Vest. En 2020, Bill Callahan regresó con el disco Gold Record.

## Vida personal
Aunque nació en Maryland, la familia de Callahan pasó un total de ocho años viviendo en Knaresborough, en el norte de Yorkshire, Inglaterra, con un estancia de cuatro años en Maryland entre 1969 y 1973. Sus padres trabajaron como analistas de idiomas para la estadounidense Agencia de Seguridad Nacional (NSA).
Callahan ha sido pareja de destacadas artistas musicales: Cynthia Dall, Chan Marshall, Lisa Crystal Carver y Joanna Newsom. En 2013 se comprometió con la fotógrafa y cineasta Hanly Banks; se casaron al año siguiente. Su hijo, Bass, nació en marzo de 2015.

## Discografía

### Casetes
- 1988 - Macramé Gunplay
- 1989 - Cow
- 1990 - A Table Setting
- 1990 - Tired Tape Machine

### Álbumes
- 1990 - Sewn to the Sky
- 1992 - Forgotten Foundation
- 1993 - Julius Caesar
- 1995 - Wild Love
- 1996 - The Doctor Came at Dawn
- 1997 - Red Apple Falls
- 1999 - Knock Knock
- 2000 - Dongs of Sevotion
- 2001 - Rain on Lens (como (Smog))
- 2003 - Supper (como (Smog))
- 2005 - A River Ain't Too Much to Love
- 2007 - Woke on a Whaleheart (como Bill Callahan)
- 2009 - Sometimes I Wish We Were An Eagle (como Bill Callahan)
- 2011 - Apocalypse (como Bill Callahan)
- 2013 - Dream River (como Bill Callahan)
- 2014 - Have Fun with God (como Bill Callahan)
- 2019 - Shepherd in a Sheepskin Vest (como Bill Callahan)
- 2020 - Gold Record (como Bill Callahan)
- 2022 - YTI⅃AƎЯ (como Bill Callahan)
- 2024 - Resuscitate! (como Bill Callahan)

### Compilaciones
- 2002 - Accumulation: None (Rarezas. Como (Smog))

### EPs
- 1991 - Floating
- 1994 - Burning Kingdom
- 1996 - Kicking a Couple Around
- 2000 - The Manta Rays of Time
- 2000 - 'Neath the Puke Tree

### Sencillos
- 1991 - My Shell
- 1994 - A Hit
- 1997 - Came Blue
- 1998 - Ex-Con
- 1998 - Held
- 1999 - Look Now
- 1999 - Cold Blooded Old Times
- 2000 - Strayed
- 2006 - Rock Bottom Riser
- 2007 - Diamond Dancer
- 2010 - Wind and the Dove (en directo)
- 2019 - If You Could Touch Her At All/So Long, Marianne (Digital: MP3/FLAC)

## Publicaciones
- Callahan's Letters to Emma Bowlcut, Drag City, 2010
- The Life and Times of William Callahan, libro de fotografías de Callahan a cargo de Chris Taylor, autopublicado, enero de 2013.[9]
- I Drive a Valence, Drag City, 2014. Colección de dibujos en tinta de Callahan y letras que abarcan desde su primer álbum como Smog hasta Dream River.[10]